# Francesco Piazza (vescovo)
Francesco Piazza (Forlì, 6 settembre 1707 – Forlì, 12 febbraio 1769) è stato un vescovo cattolico italiano.

## Biografia
Appartenente alla famiglia patrizia forlivese dei Piazza, fu nominato vescovo di Forlì il 15 dicembre 1760, nemmeno due mesi dopo la sua ordinazione sacerdotale. Consacrato il 21 dicembre 1760, rimase vescovo di Forlì fino alla morte, avvenuta il 12 febbraio 1769.
Dal 22 al 24 ottobre 1764 celebrò il primo sinodo diocesano.

## Genealogia episcopale
La genealogia episcopale è:
- Cardinale Scipione Rebiba
- Cardinale Giulio Antonio Santori
- Cardinale Girolamo Bernerio, O.P.
- Arcivescovo Galeazzo Sanvitale
- Cardinale Ludovico Ludovisi
- Cardinale Luigi Caetani
- Cardinale Ulderico Carpegna
- Cardinale Paluzzo Paluzzi Altieri degli Albertoni
- Cardinale Gaspare Carpegna
- Cardinale Fabrizio Paolucci
- Cardinale Camillo Paolucci
- Vescovo Francesco Piazza

## Opere
- Franciscus Piazza, Prima dioecesana synodus foroliviensis, quam illustriss ... dominus Franciscus Piazza, Sanctae Foroliviensis ecclesiae episcopus ... in sua cathedrali ecclesia vivificae cruci dicata habuit anno post Christum natum 1764. Diebus 22. 23. et 24. octobris, typis Antonii Barbiani impressoris episcopalis, Forolivii 1765.